# Tomás Giménez Bernabé
Tomás Giménez Bernabé (Monòver, 1877- ? 1968) fou alcalde de l'Hospitalet de Llobregat de 1923 a 1930, durant la Dictadura de Primo de Rivera.
Originari de Monòver, no se sap quan va arribar a l'Hospitalet. Era propietari d'una serradora de marbre, situada a la vora del Canal de la Infanta, l'aigua del qual utilitzava com a força motriu.
Membre d'Unión Patriótica, el 1923 fou nomenat alcalde de l'Hospitalet de Llobregat. Com a fet destacat durant el seu mandat, el 15 de desembre de 1925 Alfons XIII va concedir el títol de ciutat a l'Hospitalet, i en agraïment, el 17 d'octubre de 1926 va fer fill adoptiu de l'Hospitalet Miguel Primo de Rivera Orbaneja. Va fer projecte de l'eixample de l'Hospitalet amb l'arquitecte Ramon Puig i Gairalt i tembé va urbanitzar la plaça del Repartidor. Va deixar l'alcaldia quan va caure Primo de Rivera.
A les eleccions municipals franquistes de 1948 va formar part d'una de les candidatures independents a l'alcaldia com a representant del terç familiar, però no fou escollit.
Juntament amb Just Oliveras i Prats i Ramon Solanich Riera, és dels pocs alcaldes de l'Hospitalet de Llobregat que tenen un carrer dedicat al municipi.